# Nicholas Rowe
Nicholas Rowe (20 de junio de 1674 - 6 de diciembre de 1718) fue un dramaturgo y poeta inglés que obtuvo el título de poeta laureado en 1715.

## Biografía
Su primera obra fue The Ambitious Stepmother, estrenada en 1800 y producida por Thomas Betterton. La acción se desarrollaba en Persépolis y la representación tuvo una buena acogida. Este éxito fue seguido de Tamerlane, texto en el que el gran conquistador representaba en realidad a Guillermo III de Inglaterra al tiempo que se burla de Luis XIV de Francia por los tratados de Bajazet. 
The Fair Penitent (1703) es una adaptación libre inspirada en la obra Fatal Dowry de Philip Massinger y Nathaniel Field. El crítico Samuel Johnson calificó esta pieza como una de las mejores tragedias escritas en inglés. Señaló especialmente el hecho de que "la historia es doméstica, asimilable a la vida cotidiana y fácilmente adaptable a la imaginación; la dicción es de una armonía exquisita, dulce o viva según el momento". El personaje de Lotario quedó en la memoria como la perfecta encarnación del arquetipo de hombre disoluto. 
En 1704, Rowe se pasó a la comedia, escribiendo The Biter. La obra no divirtió más que a su autor, así que Rowe regresó a la tragedia con Ulysses en 1706. Al año siguiente escribió The Royal Convert que trataba de la persecución sufrida por Aribert, hijo de Hengist y de la cristiana Ethelinda. La historia se desarrollaba en la Inglaterra de la época oscura de los bárbaros.
The Tragedy of Jane Shore se estrenó en el teatro Drury Lane en 1714 con Anne Oldfield en el papel principal; se representó durante diecinueve noches consecutivas. Rowe admitió que la obra estaba inspirada en el estilo de Shakespeare, aunque sin pretender ser una imitación perfecta. The Tragedy of Lady Jane Grey supuso para Rowe el abandono de las tragedias femeninas.